# Obus elizabethae
Obus elizabethae is een insect uit de familie van de mierenleeuwen (Myrmeleontidae), die tot de orde netvleugeligen (Neuroptera) behoort. 
Obus elizabethae is voor het eerst wetenschappelijk beschreven door Banks in 1911.